# Hôtel de la Caisse d'épargne d'Arcis-sur-Aube
L’hôtel de la Caisse d’épargne est un bâtiment du début du XXe siècle situé à Arcis-sur-Aube, en France. Il a autrefois accueilli un établissement bancaire, pour lequel il a été construit.

## Situation et accès
L’édifice est situé au no 8 de la rue de Châlons, au nord du centre-ville d’Arcis-sur-Aube, et plus largement au nord du département de l’Aube.

## Histoire
Les travaux de construction de l’édifice ont lieu autour de 1903-1904, la presse locale rapportant plusieurs accidents sur le chantier :
- le 29 octobre 1903, le chef de chantier glisse en conduisant une brouette et s’écrase au fond d’un trou de 2,5 mètres, un docteur lui prodiguant des soins lui ordonne une réhabilitation[1] ;
- le 23 avril 1904, une pierre chute et blesse grièvement au pied gauche le tailleur de pierre Émile Duprey[2] ;
- le 21 mai 1904, un tailleur de pierre est arrêté sur le chantier par un gendarme[3],[4].

De nombreux ouvriers étrangers participent par ailleurs à la construction.